# Meristomeringina cholo
Meristomeringina cholo är en tvåvingeart som beskrevs av Norman E. Woodley 1987. Meristomeringina cholo ingår i släktet Meristomeringina och familjen vapenflugor.
Artens utbredningsområde är Malawi. Inga underarter finns listade i Catalogue of Life.